# Laguna del Sello
Laguna del Sello är en sjö i Argentina.   Den ligger i provinsen Santa Cruz, i den södra delen av landet, 1 700 km sydväst om huvudstaden Buenos Aires. Laguna del Sello ligger 1 464 meter över havet. Arean är 15,4 kvadratkilometer. Den sträcker sig 4,4 kilometer i nord-sydlig riktning, och 5,9 kilometer i öst-västlig riktning.
Omgivningarna runt Laguna del Sello är i huvudsak ett öppet busklandskap. Trakten runt Laguna del Sello är nära nog obefolkad, med mindre än två invånare per kvadratkilometer.